# Anna Mae Winburn
Anna Mae Winburn, née Anna Mae Darden le 13 août 1913 à Port Royal (en) dans le Tennessee et morte le 30 septembre 1999 à Hempstead dans l'État de New York, est une chanteuse de jazz et dirigeante d'orchestre de jazz américaine réputée dans les années 1930. Afro-américaine, elle est connue pour avoir dirigé les International Sweethearts of Rhythm, un big band composé de femmes sans distinction de couleur de peau, et qui fut l'un des rares jazz-bands de la grande période du swing des années 1930-40 à ne pas avoir pratiqué de discrimination raciale.

## Origines
Elle est la fille d'Andrew Jackson Darden (1881–1956) et Lula Carnell (1882–1929), une famille de musiciens. Sa famille part pour Kokomo dans l'Indiana alors qu'elle est enfant,.

## Débuts
On l'entend chanter en studio avec l'orchestre de la station de radio WOWO, basée à Fort Wayne dans l'Indiana. Elle se produit dans divers clubs dont le Château Lido à Indianapolis où elle chante sous le pseudonyme d'Anita Door.
Elle part pour North Omaha (en), à Omaha dans le Nebraska, où elle chante et joue de la guitare dans plusieurs territory bands (en) dirigés par Red Perkins (en). On la voit travailler avec les Serenaders du trompettiste Lloyd Hunter (en), et diriger les Cotton Club Boys (en) qui comptèrent parmi leurs membres le guitariste Charlie Christian. Quand nombre de musiciens se trouvent enrôlés dans l'armée à partir de 1940, elle part pour Oklahoma City, y dirige des orchestres, dont celui d'Eddie Durham composé uniquement de femmes, ce qui lui vaut d'être invitée à rejoindre les International Sweethearts of Rhythm.

## International Sweethearts of Rhythm
Eddie Durham compose pendant deux ans pour International Sweethearts of Rhythm avant de rejoindre le groupe de  Count Basie. Jimmie Jewel, propriétaire du club Dreamland Ballroom du Jewell Building (en) (le premier nightclub pour groupes de jazz), recommande Anna Winburn qui prend la tête de l'orchestre en 1941,. Il est prétendu qu'on l'aurait à l'origine recrutée plus pour son physique que pour composer ou chanter. Elle reste à la tête de la formation jusqu'à sa dissolution, fin 1949.
Dans les dix années qui suivent, elle forme plusieurs groupes sur le modèle des Sweethearts, accolant souvent son propre nom à celui du groupe, mais ceux-ci n'atteignent pas la notoriété du groupe originel. Anna Mae Winburn and Her Sweethearts participent à la huitième édition du festival Cavalcade of Jazz (en) à Los Angeles en juin 1952 qui accueille également Jerry Wallace (en), Toni Harper (en), Roy Brown and His Mighty Men, Louis Jordan, Jimmy Witherspoon, et Josephine Baker.

## Discographie
- Anna Mae Winburn And Her Sweethearts All Girl Orchestra : Fool Blues / Big Steal Blues, Unique Records, 1951.
- International Sweethearts of Rhythm 1945-1946, LP Rosetta Records RR 1312, 1984[12].